# Tonnoiromyia montina
Tonnoiromyia montina là một loài ruồi trong họ Limoniidae. Chúng phân bố ở miền Australasia.